# Kabinet-Sjahrir I
Het kabinet-Sjahrir I was een Indonesisch kabinet tijdens de Indonesische Onafhankelijkheidsoorlog. Het kabinet werd gevormd door Soetan Sjahrir, die daarmee de eerste minister-president van Indonesië werd. Dit nadat het Centraal Indonesisch Nationaal Comité (KNIP), het de facto parlement op dat moment, had geëist dat het presidentieel kabinet, dat verantwoording aflegde aan president Soekarno, vervangen zou worden door een kabinet dat verantwoording zou afleggen aan de KNIP.
Het kabinet-Sjahrir I werd gevormd door de Socialistische Partij, de Indonesische Christelijke Partij (Parkindo) en de islamitische Masjoemi-partij, aangevuld met enkele onafhankelijke ministers. Na een kleine vier maanden viel het kabinet vanwege tegenwerkingen van communistische oppositieleider Tan Malaka van het Strijdfront (Persatuan Perjuangan). Daarop vroeg president Soekarno aan Soetan Sjahrir om een nieuw kabinet samen te stellen met steun van meer partijen: dit werd het kabinet-Sjahrir II.

## Samenstelling
| Nr. | Ministerspost                                                 | Minister                                           | Minister                                  | Partij    |
| --- | ------------------------------------------------------------- | -------------------------------------------------- | ----------------------------------------- | --------- |
| 1   | Minister-President                                            |                                                    | Soetan Sjahrir                            | PS        |
| 2   | Buitenlandse Zaken                                            |                                                    | Soetan Sjahrir                            | PS        |
| 3   | Binnenlandse Zaken                                            |                                                    | Soetan Sjahrir                            | PS        |
| 4   | Defensie                                                      |                                                    | Amir Sjarifoeddin                         | PS en PKI |
| 5   | Justitie (rechterlijke macht)                                 |                                                    | Soewandi                                  |           |
| 6   | Informatie                                                    |                                                    | Amir Sjarifoeddin (tot 3 januari 1946)    | PS en PKI |
| 6   | Informatie                                                    |                                                    | Mohammad Natsir (vanaf 3 januari 1946)    | Masjoemi  |
| 7   | Financiën                                                     |                                                    | Soenarjo Kolopaking (tot 5 december 1945) |           |
| 7   | Financiën                                                     | Soerachman Tjokroadisoerjo (vanaf 5 december 1945) |                                           |           |
| 8   | Welvaart (handel en landbouw)                                 |                                                    | Darmawan Mangoenkoesoemo                  |           |
| 9   | Transport                                                     |                                                    | Abdulkarim                                |           |
| 10  | Openbare Werken                                               |                                                    | Martinus Putuhena                         | Parkindo  |
| 11  | Sociale Zaken                                                 |                                                    | Adji Darmo Tjokronegoro                   | PS        |
| 11  | Sociale Zaken                                                 |                                                    | Soedarsono                                | PS        |
| 12  | Onderwijs                                                     |                                                    | Todung Sutan Gunung Mulia                 | Parkindo  |
| 13  | Gezondheid                                                    |                                                    | Darma Setiawan                            |           |
| 14  | Minister van staat (voor godsdienstzaken, tot 3 januari 1946) |                                                    | Rasjidi                                   | Masjoemi  |
| 14  | Godsdienst (vanaf 3 januari 1946)                             |                                                    | Rasjidi                                   | Masjoemi  |